# Eltje
Das Seenotrettungsboot (SRB) Eltje war ein Boot der so genannten 7-Meter-Klasse der Deutschen Gesellschaft zur Rettung Schiffbrüchiger (DGzRS). Gebaut wurde das Boot im Jahre 1972 von der Evers-Werft in Niendorf. Die interne Bezeichnung lautete KRST 18.

## Namensgebung
Eltje ist ein friesischer Frauenname; die Benennung des Bootes mit diesem Namen drückt die Verbundenheit der DGzRS zur deutschen Küste aus.

## Technische Ausstattung
Das Seenotrettungsboot war mit Funkanlagen, Echolot, GPS, Fremdlenzpumpe und einer Bergungspforte ausgestattet.
Das Boot besaß wie alle „echten“ Boote der 7-m–Klasse kein Radargerät (nähere Erläuterung dazu: Seenotrettungsboot Kaatje).

## Stationierungen
Erster Stationierungsort der Eltje war vom 28. Juli 1972 bis 1973 Großenbrode. Es folgte die Verlegung auf die Station Lippe/Weißenhaus (Behrensdorf (Ostsee)) zum 13. August 1973, dort verblieb das Boot bis zur Außerdienststellung am 16. November 1992. Im Dezember 1992 erfolgte die Verschrottung.